# Alphabet étrusque
Cette page contient des caractères spéciaux ou non latins. S’ils s’affichent mal (▯, ?, etc.), consultez la page d’aide Unicode.
L’alphabet étrusque était l'alphabet utilisé par les Étrusques pour la langue étrusque. Il comporte 26 lettres (dans le modèle d'alphabet) dont quatre ne sont jamais utilisées en étrusque (B C D O).

## Historique

### Origine

L'abécédaire de Marsiliana, vers 700 av. J.-C.

L'alphabet étrusque est adapté de l'alphabet eubéen, qui est une variante occidentale de l'alphabet grec archaïque. Cet alphabet possède donc les mêmes caractéristiques que l'alphabet grec occidental, dans lequel « X » était prononcé [ks] et « Ψ » [kʰ]. En étrusque, « X » était prononcé [s], « Ψ » [kʰ] ou [kχ]. On ignore cependant où exactement l'adaptation a eu lieu. Il est vraisemblable qu'elle a eu lieu dans la colonie grecque d'Ischia (alors Pithékuses), en face de Cumes, au milieu du VIIe siècle av. J.-C. D'autres lieux sont aussi discutés parmi les colonies grecques d'Italie, de Grèce ou encore d'Asie Mineure.
Les textes étrusques les plus anciens sont des abécédaires. L'exemple le plus connu est l'alphabet de Marsiliana d'Albegna (près de Grosseto, VIIe siècle av. J.-C.), comportant 26 lettres dont 5 voyelles, 22 lettres grecques d'origine phénicienne et 4 lettres propres à l'alphabet grec. Le san (écrit Ϻ) et le koppa (écrit Ϙ) sont conservés, ainsi que le digamma (écrit Ϝ), mais l'oméga n'y apparaît pas encore. L'abécédaire est écrit de droite à gauche et fait apparaître les lettres suivantes :
Ψ Φ Χ Υ Τ Σ Ρ Ϙ Ϻ Π Ο Ξ Ν Μ Λ Κ Ι Θ Η Ζ Ϝ Ε Δ Γ Β Α

### Étrusque classique
Jusque vers 600 av. J.-C., la forme archaïque de l'alphabet étrusque demeura pratiquement inchangée et le sens d'écriture était libre. À partir du VIe siècle av. J.-C., des évolutions apparurent, guidées par la phonologie de l'étrusque, et les lettres représentant des phonèmes inexistants en étrusque furent abandonnées.
En 400 av. J.-C., il semble que toute l'Étrurie utilisait un alphabet étrusque classique de 20 lettres, écrit principalement de gauche à droite :
ACEVZHΘILMNPŚRSTUΦΨF
Des modifications furent apportées :
- B et D furent délaissées, les sons correspondants n'existant pas en étrusque qui ignorait les consonnes sonores (elles seront réutilisées par les Romains qui en avaient besoin pour transcrire les sons du latin) ;
- K fut également délaissé, sauf devant A, comme dans le latin « KALENDAE » (calendes), et dans les cités septentrionales de l'Étrurie ;
- O disparaît, remplacé par U/Y (prononcé ou) ;
- les lettres Χ et Ϻ ne sont plus utilisées ;
- un graphème additionnel, dont la forme ressemble au chiffre 8 actuel, est utilisé pour la consonne F.

Cet alphabet classique resta d'actualité jusque vers le IIe siècle av. J.-C. où il commença à être concurrencé par l'alphabet latin. L'étrusque s'éteignit peu après.

## Alphabet
Le tableau ci-dessous présente les alphabets étrusques archaïque et classique, la prononciation reconstituée des lettres étrusques (et non des lettres grecques ou latines) et les lettres à peu près équivalentes (quand elles existent) dans les alphabets grec ancien (à l'origine de l'alphabet étrusque), italique (le dernier stade d'évolution de l'alphabet étrusque avant l'alphabet latin) et latin :
| origine grec ancien | étrusque archaïque | étrusque classique | prononciation reconstituée | équivalent italique | équivalent latin |
| ------------------- | ------------------ | ------------------ | -------------------------- | ------------------- | ---------------- |
| Α                   | A                  | A                  | [a]                        | 𐌀 (a)               | A                |
| Β                   | B                  |                    | [b]                        | 𐌁 (bé)              | B                |
| Γ                   | ,                  | ,                  | [ɡ], [ɣ], [k]              | 𐌂 (ké)              | C, (G)           |
| Δ                   | D                  |                    | [d], [l̪], [r]              | 𐌃 (dé)              | D                |
| Ε                   | E                  | ,                  | [e]                        | 𐌄 (é)               | E                |
| Ϝ                   | V                  |                    | [v], [w], [u]              | 𐌅 (vé)              | V, (W)           |
| Ζ                   | Z                  | ,                  | [z], [d͡z], [t͡s]            | 𐌆 (zé)              | Z, (DZ)          |
| Η                   | H                  | ,                  | [h]                        | 𐌇 (hé)              | H, (CH)          |
| Θ                   | ,                  | ,                  | [tʰ]                       | 𐌈 (thé)             | TH               |
| Ι                   | I                  | I                  | [i]                        | 𐌉 (i)               | I                |
| Κ                   | K                  | ()                 | [k]                        | 𐌊 (ka)              | K                |
| Λ                   | L                  | L                  | [l]                        | 𐌋 (elle)            | L                |
| Μ                   | M                  | M                  | [m]                        | 𐌌 (emme)            | M                |
| Ν                   | N                  | N                  | [n]                        | 𐌍 (enne)            | N                |
| Ξ                   | ()                 |                    | [ks]                       |                     |                  |
| Ο                   | O                  |                    | [u], [o]                   | 𐌏 (o)               | O                |
| Π                   | P                  | P                  | [p]                        | 𐌐 (pé)              | P                |
| Ϻ ϻ                 | ,                  |                    | [ʃ], [ʒ], [d͡ʒ]             | 𐌑 (ché)             | SH, (ZH, J)      |
| Ϙ                   | Q                  | ,                  | [q]                        | 𐌒 (ku)              | Q                |
| Ρ                   | R                  | ,                  | [r]                        | 𐌓 (erre)            | R                |
| Σ                   | S                  | S                  | [s]                        | 𐌔 (esse)            | S                |
| Τ                   | T                  | T                  | [t]                        | 𐌕 (té)              | T                |
| Υ                   | V                  | ,                  | [β], [u]                   | 𐌖 (u)               | U, (V, Y)        |
| Χ                   | X                  |                    | [ks], [ɡz]                 | 𐌗 (iks)             | X, (KS, CZ)      |
| Φ                   | PH                 | PH                 | [ɸ]                        | 𐌘 (phé)             | PH               |
| Ψ                   | KH                 | ,                  | [kʰ]                       | 𐌙 (khé)             | KH               |
|                     |                    | F                  | [f]                        | 𐌚 (effe)            | F                |

En étrusque archaïque, l'écriture se faisait de droite à gauche ou parfois en boustrophédon, les lettres étant alors réorientées en miroir selon la direction de lecture. En étrusque classique, l'écriture ne se fait plus en boustrophédon mais encore parfois de droite à gauche, et l'orientation de certaines lettres devient hésitante (comme c'est aussi le cas des lettres grecques archaïques) selon les régions. La direction de gauche à droite est adoptée plus tard. Les lettres étrusques ci-dessus sont montrées dans leur orientation de droite à gauche, et les lettres grecques anciennes et italiques sont dans leur orientation de gauche à droite (comme en grec classique et moderne et latin).

## Ponctuation
Les textes sont souvent continus, mais l'alphabet étrusque utilisait deux sortes de ponctuations :
- la ponctuation externe : elle sert à séparer les phrases et les mots au moyen d'un, deux, trois ou même quatre points superposés ;
- la ponctuation interne se trouvant, comme son nom l'indique, à l'intérieur des mots. Sa signification n'a pas encore été clairement définie.

## Traces dans les arts
De petits vases (encriers ?) comportent l'alphabet entier ordonné sur leur pourtour.

## Codage informatique
Unicode inclut un bloc « vieil italique » — U+10300 à U+1032F — qui, bien que n'étant pas proprement étrusque, contient des caractères qui en proviennent directement. Les créateurs de polices de caractères s'inspirent donc principalement des inscriptions latines archaïques, qui utilisent le dernier stade des lettres étrusques.
| en fr   | 0 | 1 | 2 | 3 | 4 | 5 | 6 | 7 | 8 | 9 | A | B | C | D | E | F |
| ------- | - | - | - | - | - | - | - | - | - | - | - | - | - | - | - | - |
| U+10300 | 𐌀 | 𐌁 | 𐌂 | 𐌃 | 𐌄 | 𐌅 | 𐌆 | 𐌇 | 𐌈 | 𐌉 | 𐌊 | 𐌋 | 𐌌 | 𐌍 | 𐌎 | 𐌏 |
| U+10310 | 𐌐 | 𐌑 | 𐌒 | 𐌓 | 𐌔 | 𐌕 | 𐌖 | 𐌗 | 𐌘 | 𐌙 | 𐌚 | 𐌛 | 𐌜 | 𐌝 | 𐌞 | 𐌟 |
| U+10320 | 𐌠 | 𐌡 | 𐌢 | 𐌣 |   |   |   |   |   |   |   |   |   | 𐌭 | 𐌮 | 𐌯 |